# Baishi
Onorare Qualcuno come Proprio Maestro (拜師T, 拜师S,  bàishī P,  pai shi  W) (Cantonese: baaisi) è il termine con cui si indica la cerimonia che sancisce l'instaurazione della relazione discepolo-maestro nelle arti marziali cinesi.

## La Relazione Maestro Discepolo
Carmona inserisce la cerimonia Baishi nel quadro della Relazione Maestro e Discepolo (師傅與徒弟關系T, 师傅与徒弟关系S,  shīfùyǔtúdìguānxì P,  shi fu yu tu ti kuan hsi  W), che tradizionalmente fornisce il quadro entro il quale avviene la trasmissione delle tecniche marziali.
Attraverso la Cerimonia con cui si Onora Qualcuno come Proprio Maestro (拜師儀式T, 拜师仪式S,  bàishīyíshì P,  pai shi i shi  W) anche detta Ingresso di un Discepolo nella Scuola (入門弟子T, 入门弟子S,  rùméndìzǐ P,  ru men ti tzu W), davanti a testimoni, si ufficializza l'ingresso di un nuovo discepolo in una relazione che prende a modello la famiglia.
Justin Trott sottolinea la differenza tra il semplice Studente (學生T, 学生S,  xuésheng P,  hsue sheng  W) ed il Discepolo (徒弟T, 徒弟S,  túdi P,  tu ti  W). Mentre lo Xuesheng è un semplice allievo, il termine Tudi indica l'ingresso formale nel Clan o Sistema Famigliare che dir si voglia. Anche Justin Trott indica il Baishi, che lei traduce come inchinarsi all'insegnante, come la cerimonia che segna tale passaggio, e spiega come tale cerimonia avvenga nelle maniere più disparate a seconda degli usi del maestro. In ogni caso è importantissima l'accettazione di una serie di regole che rientrano in ciò che è chiamato Wude.
Un famoso proverbio delle arti marziali cinesi recita: Il rispetto verso il Maestro è paragonabile all'acqua che defluisce poco a poco, l'affetto per i discepoli è come l'amore che l'uccello ha per i suoi pulcini (尊師要象長流水,愛徒要象鳥哺雛T, 尊师要象长流水,爱徒要象鸟哺雏S, zūnshīyàoxiàngchángliúshuǐ,àitúyàoxiàngniǎobǔchú P).

## Terminologia
All'interno del sistema famigliare a cui entra a far parte il Tudi è possibile a volte riscontrare una terminologia particolare, che però non sempre coincide nelle varie realtà. Bisogna infatti rilevare una grossa differenza tra le scuole del Nord e quelle del Sud, ma anche tra scuole appartenenti allo stesso stile.
Questi alcuni esempi riportati da Justin Trott e da Carmona:
- Maestro e Padre (師傅T, 师傅S,  shīfu P,  shi fu  W) (Shifu);
- Fratello Maggiore (師兄T, 师兄S,   shīxiōng P,  shi hsiong  W);
- Fratello Minore (師弟T, 师弟S,   shīdì P,  shi ti  W);
- Fratelli e Sorelle (兄弟們T, 兄弟们S,   xiōngdìmen P,  hsiong ti men  W);
- Sorella Maggiore (師姐T, 师姐S,   shījiě P,  shi chieh  W);
- Sorella Minore (師妹T, 师妹S,   shīmèi P,  shi mei  W);
- Zio Maestro (師叔T, 师叔S,   shīshū P,  shi shu  W);
- Moglie del Maestro (師母T, 师母S,   shīmǔ P,  shi mu  W);